# Anders Haraldsson
Anders Haraldsson, född 1946, är svensk biträdande professor i datalogi vid Linköpings universitet.
Haraldsson avlade 1969 vid Uppsala universitet examen med matematik och informationsbehandling, särskilt numerisk analys med inriktning mot datalogi. Han var med och startade forskningsgruppen Datalogilaboratoriet i Uppsala 1969. Han arbetade bland annat med programmeringsspråket Lisp och programmanipulation med partialevaluering/partial evaluation (engelska).
Han anställdes vid Linköpings universitet 1976 och disputerade 1977 på en avhandling i datalogi (A program manipulation system based on partial evaluation).
Han har innehaft ett flertal administrativa roller, som studierektor (1983–1989) och som prefekt för Institutionen för datavetenskap, Linköpings universitet (1990–1999) samt ordförande i utbildningsnämnder för ett flertal utbildningsprogram inom datateknik, informationsteknologi och medieteknik (2000–2007) vid Linköpings tekniska högskola.
Han har författat ett flertal böcker i programmeringsspråken Lisp och Pascal.
Han har varit utvärderare för Högskoleverket/Universitetskanslersämbetet för utbildningsprogram inom datateknik och medieteknik.

## Läromedel
- 1978 – Lisp details / INTERLISP, ISBN 91-506-0034-6, Daten
- 1979 – Programmering i Pascal, ISBN 91-44-16071-2, Studentlitteratur
- 1980 – Programmering i Pascal, ISBN 87-571-0625-8 (dansk översättning med Ewald Skov Jensen), Tekniskt Förlag
- 1988 – Pascal-kielen oppikirja, ISBN 951-9103-38-4 (finsk översättning), Studentlitteratur/Oy Rastor Ab
- 1993 – Programmering i Lisp, ISBN 91-44-39631-7, Studentlitteratur